# Miholjanec
Miholjanec falu Horvátországban Kapronca-Kőrös megyében. Közigazgatásilag Virjéhez tartozik.

## Fekvése
Kaproncától 17 km-re délkeletre, községközpontjától 5 km-re délnyugatra a Bilo-hegység völgyében a Zdelja-patak partján fekszik.

## Története
Miholjanec az ország egyik legrégebbi települése, mely 1923-ban már fennállásának 750. évfordulóját ünnepelte. A falu eredeti neve Zdelja volt, melyet arról a patakról kapott, amely keresztül folyik rajta. Egy korabeli forrás szerint a templomos lovagoknak már 1201-ben birtokuk volt itt, de itteni jelenlétük sokkal korábbra, az 1160-as évekre datálódik. Egy itteni birtokos, Prodavich István 1201-es okleveléből kiderül, hogy birtoka a templomosok zdeljai birtokával volt határos. Ivanko Vlašičak 1923-ban megjelent "Povijesne crtice Miholjanev (Zdelja)" című művében megemlíti, hogy a helyiek hagyományaiban ma is él a templomosok egykori ittléte. Az egyik hegyet a rend egykori elöljárója után ma is "Mojster (Mester) brdonak" nevezik, a falu egyik szőlőhegye pedig a "Plotkloštran", azaz Kolostor alja nevet viseli. A Mojster brdo alatt található a "Fratov zdenac", a barátok kútja, melyet egy szerzetes szobra jelöl.
A Zdelja-patak mellett fekszik a "Selište" rét, melyet a helyiek a középkori Zdelja falu helyének tartanak. Erre emlékeztet a két közeli település Donje és Gornje Zdjelice neve is.
A falu Szent Mihály plébániáját 1334-ben "ecclesia sancti Mychaelis" alakban említi az Ivan goricai főesperes által írt, a zágrábi káptalan helyzetéről írt dokumentum. A mai templom már a negyedik az itteni templomok közül. Matija Summer kaproncai plébános írja 1638-ban Vinković zágrábi püspöknek, hogy Zdeljában az egykor dombon állt templomnak csak maradványai vannak. A templomot a faluval együtt a környék többi templomához hasonlóan valószínűleg a török 1532-es hadjárata pusztította el. Eztán sokáig puszta volt és csak a 17. században telepítették újra. 1665-ben már állt itt egy paticsból épített templom, mely  nagyon rossz állapotban volt A plébánia legrégibb dokumentuma 1669-ben kelt, tehát ez előtt alapították újra. 1676-ban fából építettek új templomot, mely szintén nem volt hosszú életű. Végül 1779-ben felépült a mai plébániatemplom.
A falunak 1857-ben 714, 1910-ben 932 lakosa volt. Trianonig Belovár-Kőrös vármegye Kaproncai járásához tartozott. 2001-ben 399 lakosa volt.

## Nevezetességei
- Mihály arkangyal tiszteletére szentelt római katolikus plébániatemploma[2] 1779-ben épült. A templom a település feletti dombon áll. Késő barokk, egyhajós épület, lekerekített szentéllyel és a hozzá csatlakozó sekrestyével. A hajó síkmennyezetű, míg a szentély és sekrestye csehboltozattal fedett. A berendezés közül kiemelkedik a figurális díszítésű késő barokk szószék. A főhomlokzat mellett négyszögletes alaprajzú, barokk, hagymasisakos harangtorony emelkedik.
- A Barátok kútja (Fratov zdenac) szobrát Grga Kurtak virjei szobrász készítette el, 1923-ban. A víz egy nagy hal száján ömlik ki, mellyel a szobrász valószínűleg az egykori halastó halaira akart emlékeztetni. A kolostorok közelében a halastavak gyakoriak voltak, ezekben a böjtök idejére az étkezésekhez neveltek halakat. A falu határában is van egy "Ribnjak" (halastó) nevű völgy, mely erre emlékeztet.

## Külső hivatkozások
- Virje község hivatalos oldala
- A keresztesek, a johanniták és szent sír lovagok horvátországi rendházai és birtokai - Zdelja patak és környéke